# Heddy Honigmann
Heddy Honigmann   (Lima, 1 d'octubre de 1951 - Amsterdam, 21 de maig de 2022) va ser una cineasta peruana-neelandesa que es va dedicar principalment a la realització de documentals.

## Biografia
Heddy Honigmann, una nena de supervivents de l'Holocaust, va néixer el 1951 a la ciutat de Lima, Perú, on va estudiar biologia i literatura a la Universitat de Lima. Va deixar el Perú en 1973, va viatjar per Mèxic, Israel, Espanya i França, i més tard va estudiar cinema en el Centre Sperimentale di Cinematografia a Roma. En 1978 es va convertir en ciutadana holandesa i vivia a Amsterdam, encara que la seva carrera cinematogràfica la va portar al voltant del món.

## Filmografia

### Documentals
| Any  | Títol original                                             | Notes         | Ref.          |
| ---- | ---------------------------------------------------------- | ------------- | ------------- |
| 1979 | L'Israeli dei Beduini                                      |               | [ 2 ]         |
| 1980 | Overgang                                                   | com a Editora | [ 3 ]         |
| 1981 | Het Vuur                                                   |               | [ 4 ]         |
| 1981 | Er gaat een eindeloze stoet mensen door mij heen           | com a Editora | [ 5 ]         |
| 1982 | De overkant                                                |               | [ 6 ]         |
| 1983 | De witte paraplu                                           |               | [ 7 ]         |
| 1984 | Uit & thuis                                                |               | [ 8 ]         |
| 1999 | Hanna lacht                                                |               | [ 9 ]         |
| 1990 | Viermaal mijn hart                                         |               | [ 10 ]        |
| 1990 | Ghatak                                                     |               | [ 11 ]        |
| 1991 | Verhalen die ik mijzelf vertel                             |               | [ 12 ]        |
| 1993 | Oog in oog - Hoeveel strippen naar Calcutta?               | (Tv)          | [ 13 ]        |
| 1993 | Oog in oog - Breinaald in aquariumvis                      | (Tv)          | [ 14 ]        |
| 1993 | Metal y melancolía                                         |               | [ 15 ]        |
| 1994 | In de schaduw van de oorlog                                |               | [ 16 ]        |
| 1996 | O Amor Natural                                             |               | [ 17 ]        |
| 1997 | Het ondergrondse orkest                                    |               | [ 18 ]        |
| 1998 | 22 minuten stilte a.u.b.                                   |               | [ 19 ]        |
| 1999 | Crazy                                                      |               | [ 20 ]        |
| 2000 | Film en melancholie                                        |               | [ 21 ]        |
| 2000 | 10 Geboden                                                 |               | [ 22 ]        |
| 2001 | Goede man, lieve zoon                                      |               | [ 23 ]        |
| 2003 | Dame la Mano                                               |               | [ 24 ]        |
| 2004 | Liefde gaat door de maag: Zelfs de boter zingt             | (Tv)          | [ 25 ]        |
| 2004 | Liefde gaat door de maag: Saudade                          | (Tv)          | [ 26 ]        |
| 2004 | Liefde gaat door de maag: Een sjtetl die niet meer bestaat | (Tv)          | [ 27 ]        |
| 2005 | Ingelijst huwelijk                                         |               | [ 28 ]        |
| 2005 | 26.000 gezichten                                           |               | [ 29 ]        |
| 2006 | Forever                                                    |               | [ 30 ]        |
| 2007 | Emoticons                                                  | (Tv)          | [ 31 ]        |
| 2008 | El Olvido                                                  |               | [ 32 ]        |
| 2011 | DroomBoom                                                  |               | [ 33 ]        |
| 2011 | West-side stories                                          | Sèrie         | [ 34 ] [ 35 ] |
| 2011 | En op 'n Goede Dag                                         |               | [ 36 ]        |
| 2012 | Herinneringen aan Vuur                                     |               | [ 37 ] [ 38 ] |
| 2014 | Around the world in 50 concerts                            |               | [ 39 ]        |
| 2016 | Microbe Fighters                                           |               | [ 40 ]        |

### Ficció
- 1985 - De deur van het huis (llargmetratge)
- 1988 - Hersenschimmen (llargmetratge)
- 1989 - Uw mening graag
- 1995 - Tot ziens
- 1998 - De juiste maat

## Reconeixements
- Cinéma du Réel[41]
  - Premi SCAM per Het Ondergrondse Orkest (1998)
  - Premi Cinéma du Réel per Metal y melancolía (1994)
- Festival de Cinema de Köln/Dortmund
  - Premi Honorari com a Documentalista (2012)[42]
- IndieLisboa International Independent Film Festival
  - Premi del Públic Forever (2010)[41]
- Festival Internacional de Cinema Documental de Navarra
  - Premi Principal Punto de Vista per Forever (2007)[41]
- San Francisco International Film Festival
  - Premi Golden Gate a la Persistència de la Visió (2007)[43]
  - Certificat de Mèrits per O Amor natural (1996)[44]
- Hot Docs Festival Internacional Canadenc de Documentals
  - Premi a l'Assoliment Excepcional (2007)[41][45][46]
- Festival Internacional de Cinema Documental d'Amsterdam
  - Premi del Públic per Crazy (1999)[41]
  - Premi a la Llegenda Viva (2013)[47]
- Festival de Cinema neerlandès[41]
  - Vedella d'Or en la categoria de 'Millor documental', premi KNF i Premi de la crítica per Forever (2006)[48]
  - Vedella d'Or en la categoria de 'Millor documental' per Crazy (2000)
  - Premi de la Crítica per Het Ondergrondse Orkest (1998)
  - Premi de la Crítica per Tot ziens (1995)
- Setmana Internacional de Cinema de Valladolid
  - Premi al 'Millor documental' per Crazy (Loco) (2000)[41]
- Vancouver International Film Festival
  - Premi Humanitari Chief Dan George per Het Ondergrondse Orkest (1998)[41]
- Yamagata International Documentary Film Festival[41]
  - Premi de l'Alcalde per El Olvido (2009)
  - Premi Especial per Het Ondergrondse Orkest (1999)
  - Premi de l'Alcalde per Metal y melancolía (1995)